# Хартман, Карл Юхан
Карл Ю́хан Ха́ртман (швед. Carl Johan Hartman; 1790—1849) — шведский врач и ботаник.

## Биография
Карл Юхан Хартман родился в Евле 14 апреля 1790 года. В 1811 году поступил в Уппсальский университет, где учился у профессора Карла Петера Тунберга. В 1813 году при поддержке Академии наук совершил поездку в Емтланд с целью сбора образцов растений. В 1820 году получил степень кандидата медицины (диссертация, посвящённая родам злаковых растений, была, по всей вероятности, подготовлена Тунбергом), в 1821 — лиценциата медицины, в 1822 — магистра хирургии и доктора медицины. С 1822 по 1826 Хартман работал врачом в Ульриксдале. Последующие два года занимался врачеванием в окрестностях Сигтуны. В 1828 году стал главным врачом Сёдерманланда, в 1833 году — Естрикланда.
В 1838 году Хартман был избран членом Шведской королевской академии наук.
Карл Юхан Хартман скончался 28 августа 1849 года в Стокгольме.
Из нескольких книг Хартмана наибольшую известность получила монография о флоре Скандинавии, впервые изданная в 1820 году и переиздававшаяся 11 раз. Первые два издания подверглись многочисленной критике, третье было воспринято в научном мире более благосклонно. Издания с 6 по 11 были подготовлены сыном Карла Юхана Карлом Хартманом. Последнее 12-е издание было выпущено в 1889 году, основной автор — Т. О. Б. Н. Крок.
Ботанический гербарий Карла Юхана Хартмана был вместе с гербарием его сына в 1882 году приобретён Оскаром Диксоном и впоследствии передан Уппсальскому университету. Части его гербария включены в гербарий Тунберга.

## Некоторые научные работы
- Hartman, C.J. Handbok i Skandinaviens flora. — Stockholm, 1820. — 32 + 489 p.
- Hartman, C.J. Svensk och norsk excursions-flora. — Stockholm, 1846. — 191 p.